# Growshop
Een growshop of groeiwinkel is een winkel in benodigdheden voor binnenshuis of in een kas kweken van diverse gewassen en planten.
Een growshop is niet per definitie gekoppeld aan de kweek van hennep en marihuana. Een gemiddelde growshop verkoopt ook producten die kunnen worden aangewend voor de kweek van andere gewassen zoals tomaten, paprika, bananen en verschillende andere exotische gewassen waarvoor het buitenklimaat niet toereikend is.
Een growshop levert naast informatie onder andere potten, potgrond, bemesting, lampen, afzuigers en andere apparatuur voor de productie, verwerking en het oogsten de gewassen.
Hoewel de activiteiten van growshops over het algemeen legaal zijn, zijn ze niet onomstreden. De afgelopen tijd zijn landelijke en lokale overheden intensiever bezig de illegale praktijken van sommige growshops op te sporen en te bestraffen. Een aantal growshops is de afgelopen jaren dan ook (tijdelijk) gesloten vanwege illegale handel in stekken of bemiddeling in de verkoop van wiet aan coffeeshops.
Steeds meer mensen raken geïnteresseerd om thuis wiet te kweken. Met de komst van autoflowering cannabis en feminized cannabis is de thuiskweek zo simpel geworden dat zelfs een kleine ruimte of een balkon kan dienen voor de kweek. Dit soort online winkels die via het internet zaden verkopen, hebben vrije mogelijkheid van handel binnen Europa.
Vanaf 1 maart 2015 is de verkoop van wietkweekbenodigdheden verboden.
Positronics was in 1985 de eerste growshop in Nederland en daarmee Europa die zich specifiek richtte op de teelt van cannabis. In 2008 waren er Nederland ongeveer 400 growshops.